# 被爆70年特集ドラマ・赤レンガ
『赤レンガ』（あかレンガ）は、NHK広島放送局製作により「被爆70年特集ドラマ」として、広島市への原子爆弾投下から70年後の2015年12月16日の15時30分から16時43分にNHK BSプレミアムで放送されたスペシャルドラマ（地域発ドラマ）である。
全国放送に先立ち、中国地方5県のNHK総合テレビで2015年9月11日の19時30分から20時45分（日本標準時）に先行放送された。

## あらすじ
日系4世のアメリカ人女性シンガー・アニーは、祖父のジェームスが若き日に愛した女性・月子に向けて書いた手紙の束を月子本人に手渡すため、単身広島の地を訪れる。一方の月子は、太平洋戦争の開戦でジェームスと離れ離れになった後、赤レンガ倉庫の陸軍被服支廠で働いていた。戦後、老朽化していくこの建物の保存を呼び掛けている懇談会から招待を受けた月子は70年ぶりに故郷へ戻り、そこでアニーと出会う。
月子はアニーに、有色人種と白人の人種差別の壁に苦しみながら過ごした戦時中の経験談、そして平和のために何ができるのかを語りかける。そしてアニーは歌を通して平和を世界に訴えたいと考える。

## 登場人物
- アニー - プリシラ・アーン
- 月子 - 奈良岡朋子（少女時代：久保田紗友）
- ジェームス - 宝田明（青年時代：佐野岳）

## スタッフ
- 作・演出 - 大橋守[1]
- 制作統括 - 足立博幸
- 制作・著作 - NHK広島放送局